# ستيف فولتون
ستيف فولتون (بالإنجليزية: Steve Fulton)‏ (10 أغسطس 1970 في المملكة المتحدة - ) هو لاعب كرة قدم بريطاني في مركز الوسط. شارك مع منتخب اسكتلندا تحت 21 سنة لكرة القدم. أما مع النوادي، فقد لعب مع بولتون واندررز ونادي بارتيك ثيسل ونادي بيتربورو يونايتد ونادي سلتيك ونادي فالكيرك ونادي كيلمارنوك وهارت أوف ميدلوثيان.

## وصلات خارجية
- ستيف فولتون على موقع قاعدة بيانات كرة القدم.إي يو (الإنجليزية)
- ستيف فولتون على موقع Soccerbase.com (لاعب) (الإنجليزية)